# Hispasat 1B
O Hispasat 1B foi o segundo satélite de comunicação geoestacionário da operadora espanhola de satélites Hispasat. O satélite foi construído pela Matra Marconi Space e foi baseado na plataforma Eurostar-2000. Na maior parte de sua vida em atividades o satélite esteve localizado na posição orbital de 30 graus de longitude oeste. Sua vida útil estimada era de 10 anos, e que expirou em 2003, entretanto alguns transponders do satélite permaneceram ativos, mas não para serviços civis até no dia 6 de junho de 2006 quando foi enviado para a órbita cemitério, e não transmite mais nenhum sinal.

## História
O Hispasat 1A e 1B foram os dois primeiros satélites do sistema pertente ao operador de satélites de comunicações espanhol, a Hispasat, para uma missão dupla civil e militar, oferecendo serviços para operadoras de telecomunicações e de radiodifusão, tanto na Europa como na América e no norte da África.
O Hispasat 1A, foi lançado em setembro de 1992, e o Hispasat 1B, em julho de 1993. Desde a sua posição orbital de 30 graus de longitude oeste acima do Atlântico e perto da costa brasileira, este foi o primeiro sistema europeu de satélite para fornecer capacidade transatlântica, cobrindo simultaneamente todos os países da América Latina e os Estados Unidos, áreas que têm muito em comum tanto culturalmente e linguisticamente. O sistema de satélites multimissão Hispasat consistia de uma frota de quatro satélites, um centro de controle de satélites perto de Madri, e dois centros de carga. A carga de banda X dos satélites da Hispasat foram usados em missão governamental principalmente intensamente utilizado pelo Ministério da Defesa da Espanha para se comunicar com as forças espanholas.
A Astrium forneceu a plataforma aos satélites Hispasat 1A e 1B, ambos foram baseados na Eurostar-2000 versão da série Eurostar da empresa.
Em novembro de 2003, foi dada permissão para o satélite ser colocado em órbita inclinada. O mesmo saiu de serviço no dia 6 de junho de 2006 e foi transferido para a órbita cemitério.

## Lançamento
O lançamento do satélite ao espaço ocorreu com sucesso no dia 22 de julho de 1993, por meio de um veículo Ariane-44L H10+, a partir do Centro Espacial de Kourou, na Guiana Francesa, juntamente com o satélite indiano INSAT-2B. Ele tinha uma massa de lançamento de 2.194 kg.

## Capacidade e cobertura
O Hispasat 1B era equipado com 16 (mais 6 de reserva) transponders em banda Ku e 3 (mais 1 de reserva) transponders em banda X para fornecer serviços de telecomunicações para a Europa e para a América do Norte e do Sul.